# Alain Boudreau
Alain Boudreau est un réalisateur, scénariste et producteur québécois.
L'un des précurseurs et évangélistes de la vidéo interactives au Québec.  Actif dans la communauté mondiale relativement à la vidéo interactive, il a été conférencier à plusieurs reprises à travers le Québec. Il est aussi le fondateur propriétaire de la compagnie Communication et ZenAgence Multimédia.  

## Filmographie
Courts métrages
- 2004 : At'Chickta (coréalisation)
- 2005 : Rencontre aveugle (Film interactif)
- 2007 : Hummanipulation
- 2008 : Moi (film interactif)